# インカノカタバミ
インカノカタバミ（Oxalis triangularis、オキザリストリアングラリス）は、南アメリカ原産のカタバミ科の多年生植物。

## 概要
名前の由来は南アメリカのインカ帝国から。
花はムラサキカタバミ葉はミヤマカタバミに似ている。
野生種は緑色、観葉植物では紫色の葉の種類が流通している。

### 緑の舞
葉が緑色の種類。
雑草として流通している。

### 紫色の舞
葉が紫色の種類。観葉植物として流通している。
基本紫だが、本来の緑色がかかることがある。